# Asperen
Asperen est un village situé dans la commune néerlandaise de West Betuwe, dans la province de Gueldre. Le 1er janvier 2006, le village comptait 3 020 habitants.

## Histoire
À l'époque romaine, une colonie appelée Caspingium est suspectée d'être ce qui est maintenant Asperen. Ce lieu est indiqué sur la carte de Peutinger (Tabula Peutingeriana) comme situé entre Tablis (nl) (Oud-Alblas?) et Grinnes (nl) (Rossum) sur la route vers le sud (donc pas sur la ligne du limes) Noviomagus (Nimègue) - Lugdunum Batavorum (Katwijk aan Zee - Brittenburg). De nombreuses découvertes romaines ont été faites sur place.
Asperen est depuis longtemps une seigneurie. Elle est bordée à l'ouest par la celle d'Heukelum, au nord par la rivière Linge, à l'est par la seigneurie de Gellicum et au sud par celle d'Herwijnen. Le premier seigneur d'Asperen mentionné est Jan van Arkel (vers 1170-?). Otto van Arkel (vers 1237-vers 1283) et Otto I van Heukelum et Asperen (vers 1270-vers 1345) sont également considérés comme à l'origine de cette branche héréditaire. En 1313, Otto I s'assura que la maison Arkel Asperen reçut la seigneurie libre de manière héréditaire et «immortelle» de Guillaume III de Hollande.
Vers 1314, Asperen devient, par sa charte de privilèges urbains, une ville.
En 1347, Robrecht van Arkel décède, laissant la seigneurie à la famille Polanen, par Dirk van Polanen marié à Elburg van Asperen. Une rime que l'on retrouve dans l'église d'Asperen rappelle le souvenir de Dame Elburg :

In 't jaar dusend vierhonderd een

leed Vrouw Elburg den eersten steen

En l'année mille quatre cent un

Dame Elburg posa la première pierre

Le style architectural du bâtiment et le fait que la Dame Elburg devait probablement naître qu'en 1401 indiquent que l'église a été construite environ un demi-siècle plus tard que la rime le suggère.
Son fils Otto van Polanen a épousé Johanna Van Voorst et Keppel. Par différentes femmes, Alferade, Belior (Belia), Elburg (Elborch) et Cunegunda (Coenigonde), le fief fut finalement partagé entre  :
- Aernt (Arend),
- Pieck van Beesd (1468)
- et Rutger Van den Boetzelaer (1441).

Un descendant de Beesd, Guillaume de Buren (en néerl. Willem van Buren), a tué Van den Boetzelaer en 1460, après quoi Van Buren a été pendu et la partie de Beesd a été confisquée, de sorte que la famille Van den Boetzelaer a finalement obtenu l'autre moitié en fief (1481 et 1484). La famille Van den Boetzelaer a ensuite occupé le domaine jusqu'en 1795.
Que ce soit par le Arumer Zwarte Hoop ou un autre groupe armé nommé également Zwarte Hoop (celui-ci composé de mercenaires allemands et vraisemblablement sous le commandement de Johan van Selbach et étant sur le chemin de retour vers l'Allemagne), la ville est pillée en 1517. Un grand nombre d'habitants perdent la vie.
En 1569 le jeune Dirk Willems (en néerl. Dirk Willemszoon aussi connu par Durk, mais aussi Willems, Willemse, Willemsz), un notable de la ville, s'était tourné vers le protestantisme et avait tenu des réunions secrètes dans sa maison à Asperen. Avec le règne de terreur du Duc d'Albe, il est arrêté et condamné à être brûlé. Il réussit cependant à s'échapper du donjon. Maigre comme il était avec sa captivité, il s'est enfui en marchant sur la glace, mais l'un des officiers qui l'avait poursuivi, beaucoup plus lourd, s'est retrouvé à passer à travers. Dans un geste d'humanité, Thierry le sauve mais se fait rattraper à nouveau. Le maire très impliqué dans la politique espagnole, a gardé l'huissier de justice dont la vie a été sauvée, sous serment et Thierry Willemszoon était toujours condamné. Son supplice fatal a été très lent et horrible en raison d'un vent fort repoussant les flammes. Il devient ainsi un des plus connus martyrs anabaptistes.
L'iconoclasme a frappé Asperen en 1566. Au cours de la guerre de Quatre-Vingts Ans qui a suivi, la ville a changé de camp à plusieurs reprises, ce qui s'est accompagné de pillages et de violences. Une fois clairement entre les mains de la République, des temps meilleurs commencèrent, sauf au cours de l'année désastreuse (en néerl. Rampjaar) de 1672, Asperen fut de nouveau pillée par les troupes françaises. Celles-ci après y avoir séjourné, ont brûlé et rasé le château.
En 1820, la partie peu peuplée de la municipalité d'Asperen, au sud de la digue nommée Nieuwe Zuiderlingedijk, a été transférée à la municipalité d'Herwijnen en Gueldre.
Le 5 février 1945 s'est déroulé le raid d'Asperen. Une unité du Geheime Feld Polizei de la Reichswehr a fouillé les maisons de la ville à la recherche d'armes et de résistants. Des centaines d'hommes et de garçons ont été emmenés en Allemagne et employés près de Krefeld. Là, ils ont réussi à s'échapper le 3 mars après un raid aérien, ensuite ils ont été libérés par les forces américaines.
Asperen a célébré son millénaire en 1983.
Jusqu'au 1er janvier 1986, Asperen était une commune indépendante. À cette date, la commune a été rattachée à la commune de Vuren, avec celle d'Heukelum et celle d'Herwijnen. Cette nouvelle commune a été renommée Lingewaal dès le 3 janvier 1986.

## Personnalité liés à la commune
- Léon van Bon : coureur cycliste, vainqueur d'étape sur le Tour de France y est né en 1972.

## Galerie

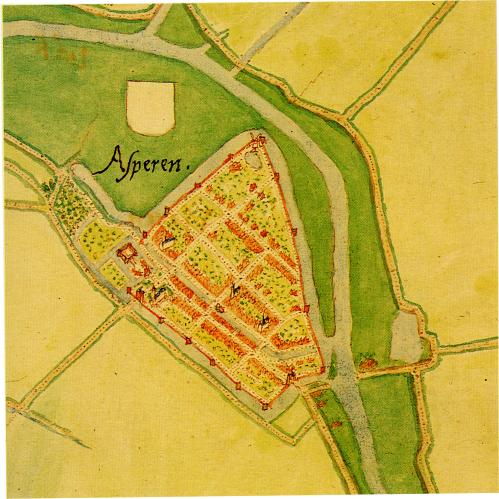
Asperen par Jacob van Deventer, 1560.
Asperen (vignette au centre à droite) d'après Lambert van den Bos (dit Lambertus Silvius) (1610-1698) dans "Schauplatz-des-Krieges", 1675.
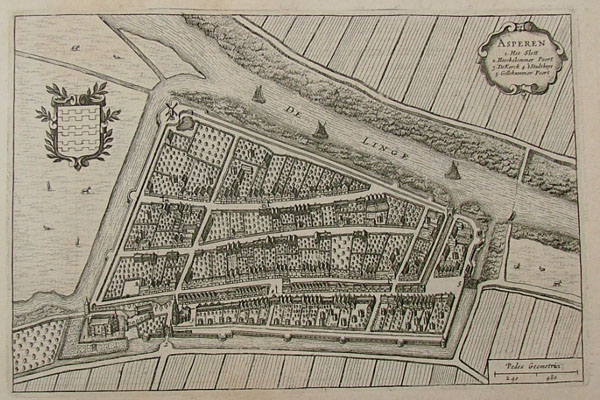
Asperen aux environs de l'année 1649.
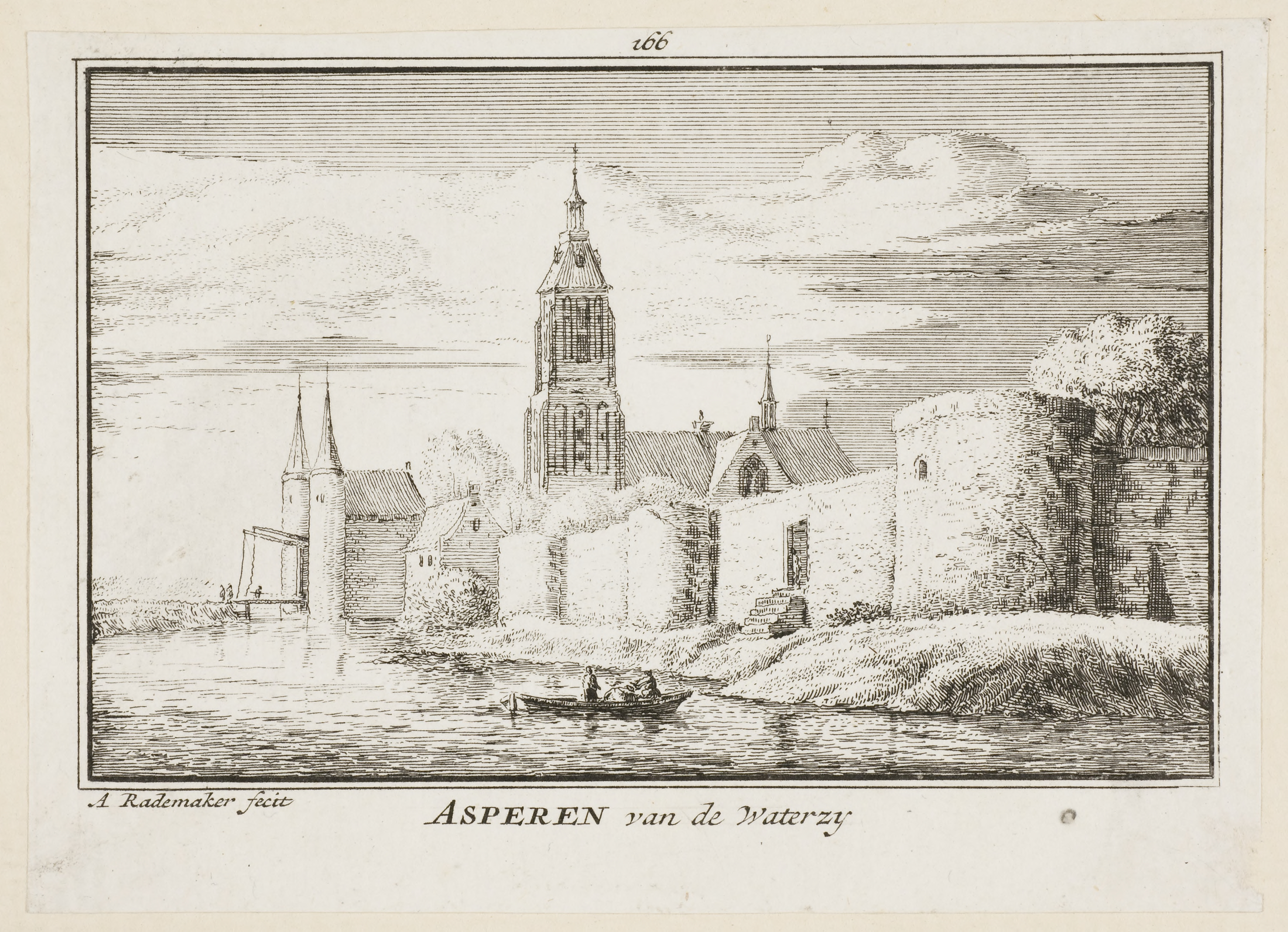
Asperen vue du sud avec la Heukelumsepoort sur la gauche par Abraham Rademaker (1725).

## Sources
- (nl) Denninger, J.C.; Asperen in oude ansichten, Europese Bibliotheek (1972)
- (nl) Waale, M.J.; De Arkelse oorlog, 1401-1412: een politieke, krijgskundige en economische analyse, Uitgeverij Verloren (1990),  (ISBN 9065502246).